# Bagneux-la-Fosse
Bagneux-la-Fosse är en kommun i departementet Aube i regionen Grand Est (tidigare regionen Champagne-Ardenne) i nordöstra Frankrike. Kommunen ligger  i kantonen Les Riceys som ligger i arrondissementet Troyes. År 2022 hade Bagneux-la-Fosse 177 invånare.

## Befolkningsutveckling
Antalet invånare i kommunen Bagneux-la-Fosse
Referens: INSEE